# Diego Alberto Morales
Diego Alberto Morales (Villa María, 29 novembre 1986) è un calciatore argentino, centrocampista del Miami Utd.

## Carriera

### Club
Dopo aver giocato nel Chacarita Juniors, nel 2010 si trasferisce al Tigre.

### Nazionale
Nel 2011 debutta con la nazionale argentina.